# Jimmy Eat World
Jimmy Eat World je americká hudební skupina založená v roce 1993.

## Historie
Po menších koncertech v jejich okolí vydali několik EP u malých vydavatelství, později podepsali smlouvu s labelem Capitol Records pod jehož křídly vyšla druhá studiová deska Static Prevails. Ten pravý rozmach přišel však až v roce 1999 s albem Clarity, které obsahovalo singl „Lucky Denver Mint“ známý především z filmu Nepolíbená s Drew Barrymoreovou.
Zřejmě nejznámějším a nejoblíbenějším albem je Bleed American se známými singly „The Middle“ a „Sweetness“. Deska vyšla 24. července 2001 a po útocích 11. září byla přejmenována na Jimmy Eat World. Aktuální, již šesté, studiové album vydané u Interscope Records nese název Chase This Light a produkoval jej zkušený hudebník Butch Vig. Vig v minulosti spolupracoval s kapelami jako Nirvana, The Smashing Pumpkins a Sonic Youth. Roku 2010 vyšla nová deska s názvem Invented, s hitem „My best theory“

## Diskografie
- 1994 - Jimmy Eat World
- 1996 - Static Prevails
- 1999 - Clarity
- 2001 - Bleed American
- 2004 - Futures
- 2007 - Chase This Light
- 2010 - Invented
- 2013 - Damage
- 2016 - Integrity Blues